# Cymothoe adelina
Cymothoe adelina är en fjärilsart som beskrevs av William Chapman Hewitson 1869. Cymothoe adelina ingår i släktet Cymothoe och familjen praktfjärilar. Inga underarter finns listade i Catalogue of Life.

## Bildgalleri

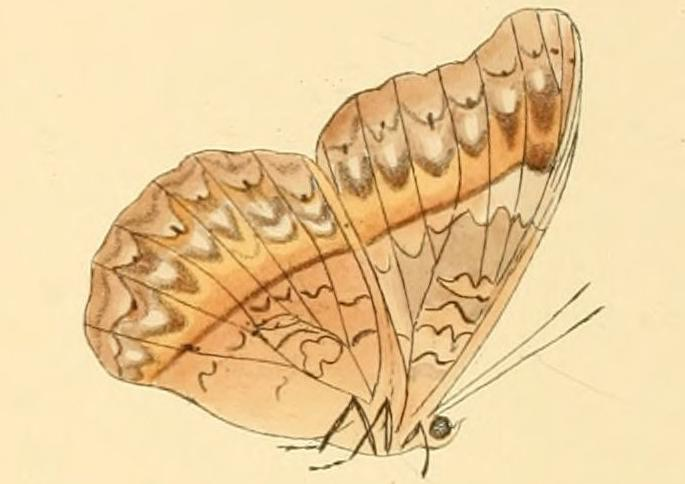
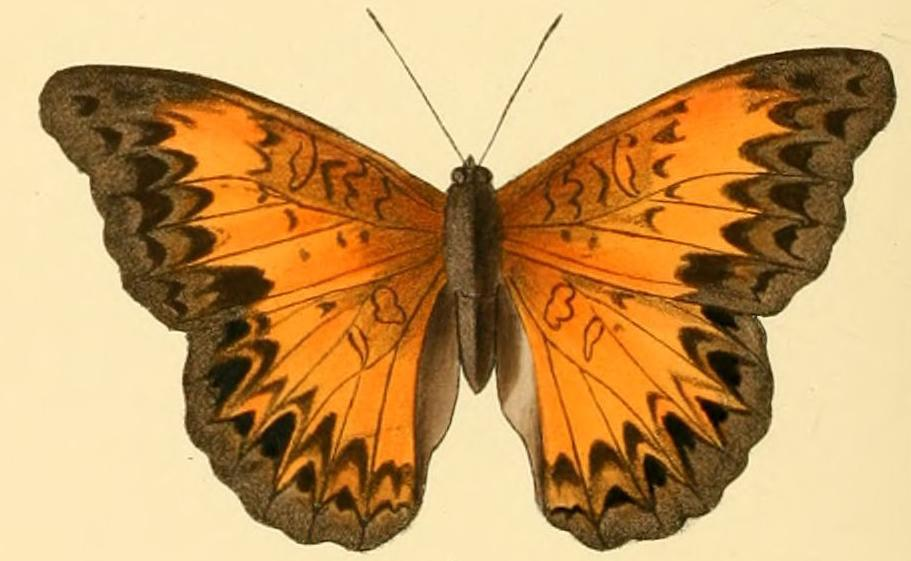
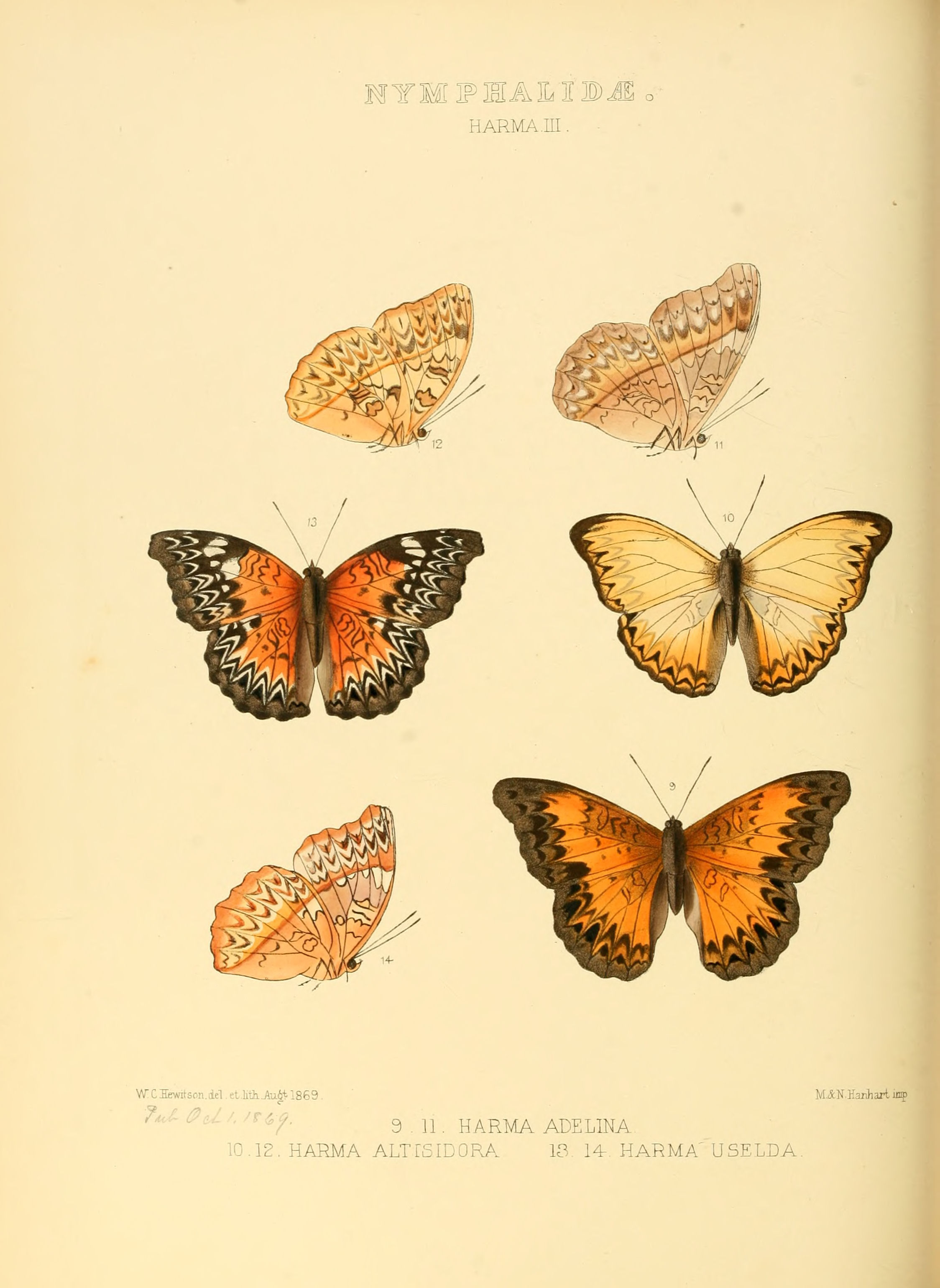